# СКА (хоккейный клуб)
СКА — российский хоккейный клуб из Санкт-Петербурга, выступающий в Континентальной хоккейной лиге.
Двукратный обладатель Кубка Гагарина в сезонах 2014/2015 и 2016/2017.
Система клуба включает в себя команды СКА (КХЛ), «СКА-1946» и «Академия СКА-Юниор» (Молодёжная хоккейная лига), «СКА-ВМФ» (Всероссийская хоккейная лига).

## Названия
- 1946/47 — 1947/48 — ДО имени С. М. Кирова
- 1948/49 — 1952/53 — ЛДО[1][неавторитетный источник][2]
- 1953/54 — 1956/57 — ОДО
- 1957/58 — 1958/59 — СКВО
- 1959/60 — 1990/91 — СКА Ленинград
- С 1991/92 — СКА Санкт-Петербург

Аббревиатуры в названиях означают: ДО — Дом офицеров; ЛДО — Ленинградский Дом офицеров; ОДО — Окружной Дом офицеров; СКВО — Спортивный клуб военного округа; СКА — Спортивный клуб армии.

## История

### Советский период
В конце 1946 года Всесоюзный комитет по физической культуре и спорту принял решение о проведении чемпионата СССР по канадскому хоккею. С 1946 года ведут свою родословную все старейшие хоккейные клубы России — СКА, «Динамо», «Спартак» и ЦСКА. Клуб участвовал в чемпионатах страны на высшем уровне с сезона 1946/47 (1-й чемпионат СССР). Первым названием команды стало «Дом Офицеров имени С. М. Кирова», а возглавил команду Геннадий Дмитриев. Первый матч ленинградцы провели против ВВС МВО. Пропустив сезон 1947/48, возобновив через год выступление в классе «Б». В элиту команда, переименованная в «Ленинградский Дом Офицеров» (ЛДО), вернулась в 1950 году и оставалась в ней вплоть до 1991 года.
В 1954 году ЛДО занял четвёртое место в чемпионате, лишь на два очка отстав от ставшего третьим «Зенита» (Москва), а нападающий команды Беляй Бекяшев стал лучшим бомбардиром чемпионата, забросив 34 шайбы. Сезон 1955/56 «Окружной Дом Офицеров» (ОДО — новое название команды) начал удачно, выиграв 9 из 10 первых матчей, но затем сбавил темпы и вновь завершил сезон на четвёртом месте. В то же время хоккеисты из Ленинграда были вызваны в сборную СССР для участия во Всемирных зимних студенческих играх, где советские спортсмены стали победителями. В 1957 году команда вновь была переименована, на этот раз в «Спортивный клуб военного округа» (СКВО) и выступала под этим названием два сезона. В 1959 году команда получила своё окончательное название — СКА.
В 1963 году команду возглавил известный в прошлом голкипер Николай Пучков, который возглавлял её с незначительными перерывами почти двадцать лет. В основу своей тактики новый тренер положил принцип надёжной игры в обороне и подбирал игроков, соответствующих этой тактике. В том же году команду пополнила пятёрка из расформированной команды СКА из Калинина. В сезоне 1966/67 СКА вновь стал четвёртым, а на следующий год дошёл до финала Кубка СССР, где уступил лучшему клубу страны ЦСКА. В 1970 году ленинградцы добились первого международного успеха, выиграв старейший хоккейный турнир Кубок Шпенглера.
В сезоне 1970/71 СКА впервые в сезоне выиграл медали чемпионата СССР, став бронзовым призёром первенства. В решающем матче армейцы со счётом 4:3 победили московский «Спартак». В том же году СКА вновь дошёл до финала Кубка СССР (одолев в полуфинале ЦСКА со счётом 7:5), но в финале уступили «Спартаку». Завершили год ленинградцы второй подряд победой в Кубке Шпенглера. Успехи команды привели к тому, что в состав сборной СССР на чемпионат мира 1972 вошли ленинградские армейцы: центральный нападающий Вячеслав Солодухин, вратарь Владимир Шеповалов и тренер Николай Пучков. После этих достижений в игре СКА наступил спад, и клуб откатился в середину турнирной таблицы, а единственным успехом команды во второй половине 1970-х стала третья победа в Кубке Шпенглера в 1977 году. Именно в эти годы в СКА начинали карьеру выдающиеся хоккеисты Алексей Касатонов и Николай Дроздецкий (вскоре ставшие одними из лучших хоккеистов страны).
Следующего успеха в чемпионатах СССР СКА добился в 1987 году, когда под руководством Валерия Шилова во второй раз в истории выиграл бронзовые медали (при Шилове армейцы делали ставку на агрессивный атакующий хоккей). Этому успеху способствовало возвращение в команду Николая Дроздецкого. Этот успех стал последним в советской истории СКА.

### Чемпионат России и КХЛ
Новая страница в истории СКА связана с именем легендарного Бориса Михайлова, который возглавил клуб в 1992 году. Национальный чемпионат после распада СССР получил название Межнациональной хоккейной лиги (МХЛ) и стал разыгрываться по системе плей-офф. В целом 1990-е годы не принесли славы как СКА, так и всему отечественному хоккею.
В 2007 году команду впервые возглавил иностранец: американский тренер Барри Смит, имеющий опыт работы в НХЛ. Под его руководством СКА регулярно выходил в плей-офф образованной Континентальной хоккейной лиги (КХЛ), однако дальше четвертьфинала продвинуться так и не сумел. В 2010 году СКА выиграл первый за много лет трофей, завоевав свой четвёртый Кубок Шпенглера, обыграв со счётом 4:3 в финале сборную Канады. К тому времени стали появляться предпосылки к превращению СКА в один из ведущих клубов КХЛ: команда стала спонсироваться «Газпромом», а в её составе выступали такие известные хоккеисты, как Максим Сушинский, Максим Афиногенов и Алексей Яшин. В то же время стало зарождаться хоккейное противостояние: петербургского СКА и московского ЦСКА.
В 2012 году армейцы дошли до полуфинала Кубка Гагарина, но уступили московскому «Динамо». В следующем году команду пополнил один из ведущих хоккеистов страны Илья Ковальчук, вскоре ставший лидером и капитаном команды. Армейцы очень мощно провели регулярный чемпионат, и опередив на 11 очков ближайшего соперника впервые в выиграли Кубок Континента. В плей-офф СКА дошёл до финала конференции, а нападающий Виктор Тихонов стал лучшим снайпером Кубка Гагарина (он же стал лучшим игроком победного для сборной России чемпионата мира 2014).
В сезоне 2014/15 команда под руководством Вячеслава Быкова впервые в истории выиграла Кубок Гагарина. Это победа позволила СКА впервые в истории стать чемпионом России. Особенно драматичной на пути к победе стала полуфинальная серия с московскими армейцами, в ходе которой СКА уступал в серии со счётом 0:3, но сумел переломить исход противостояния в свою пользу. В 2016 году команду возглавил главный тренер сборной России Олег Знарок, который снова привёл СКА к победе в Кубке Гагарина (в финале был обыгран магнитогорский «Металлург»).
В Сезоне 2017/2018 армейцы выиграли Кубок Открытия а также установили два рекорда КХЛ — 20 побед на старте сезона и 20 побед подряд в регулярном чемпионате, побив рекорд «Авангарда». Заняли 1 место в регулярном чемпионате и выиграли Кубок Континента. В плей-офф были обыграны «Северсталь» 4-0 и «Локомотив» 4-1. В финале конференции СКА уступил ЦСКА 2-4.
В Сезоне 2018/2019 СКА заняли второе место в регулярном чемпионате, набрав 103 очка за 62 матча. В плей-офф СКА дошёл до полуфинала. Но уступили в серии московским армейцам со счётом 3-4. Никита Гусев стал лучшим в регулярном чемпионате по системе гол+пас, набрав 82 очка.
4 января 2022 года главным тренером СКА стал вице-президент команды Роман Ротенберг. По итогам кадровых перестановок руководивший командой Валерий Брагин стал старшим тренером команды.

## Результаты выступлений

### СССР
| Сезон            | Место                      | И  | В  | Н  | П  | Ш       | О   |
| ---------------- | -------------------------- | -- | -- | -- | -- | ------- | --- |
| 1946/47          | 4 / 4 (подгр. А) 8—12 / 12 | 3  | 0  | 1  | 2  | 4-8     | 1   |
| 1948/49 (II гр.) | 3 / 7                      | 12 | 5  | 3  | 4  | 31-33   | 13  |
| 1949/50 (II гр.) | 4 / 5 (III з.)             | 8  | 3  | 0  | 5  | 31-29   | 6   |
| 1950/51          | 6 / 12                     | 15 | 2  | 1  | 12 | 24-101  | 5   |
| 1951/52          | 8 / 12                     | 11 | 6  | 0  | 5  | 32-45   | 12  |
| 1952/53          | 5 / 9                      | 21 | 9  | 2  | 10 | 92-105  | 20  |
| 1953/54          | 4 / 9                      | 16 | 9  | 3  | 4  | 86-61   | 21  |
| 1954/55          | 7 / 10                     | 18 | 6  | 0  | 12 | 55-85   | 12  |
| 1955/56          | 4 / 15                     | 28 | 20 | 2  | 6  | 128-82  | 42  |
| 1956/57          | 5 / 16                     | 30 | 16 | 1  | 13 | 110-98  | 33  |
| 1957/58          | 7 / 16                     | 33 | 9  | 4  | 20 | 102-125 | 22  |
| 1958/59          | 6 / 10                     | 27 | 7  | 6  | 14 | 62-95   | 20  |
| 1959/60          | 2 / 6 (подгр. Б)           | 25 | 16 | 4  | 5  | 95-52   | 36  |
| 1959/60          | 1/4 — Крылья Советов (0-2) |    |    |    |    |         |     |
| 1960/61          | 9 / 19                     | 31 | 12 | 6  | 13 | 99-112  | 30  |
| 1961/62          | 9 / 20                     | 38 | 17 | 6  | 15 | 123-121 | 40  |
| 1962/63          | 8 / 20                     | 27 | 13 | 7  | 17 | 108-137 | 33  |
| 1963/64          | 8 / 10                     | 36 | 9  | 3  | 24 | 87-136  | 21  |
| 1964/65          | 5 / 10                     | 36 | 14 | 5  | 17 | 95-117  | 33  |
| 1965/66          | 8 / 10                     | 36 | 10 | 7  | 19 | 86-118  | 27  |
| 1966/67          | 4 / 12                     | 44 | 22 | 9  | 13 | 159-140 | 53  |
| 1967/68          | 5 / 12                     | 44 | 20 | 6  | 18 | 166-149 | 46  |
| 1968/69          | 8 / 24                     | 80 | 54 | 7  | 19 | 410-233 | 115 |
| 1969/70          | 4 / 12                     | 44 | 22 | 7  | 15 | 184-139 | 51  |
| 1970/71          | / 9                        | 40 | 24 | 5  | 11 | 159-137 | 53  |
| 1971/72          | 6 / 9                      | 32 | 13 | 2  | 17 | 100-125 | 28  |
| 1972/73          | 7 / 9                      | 32 | 9  | 4  | 19 | 101-155 | 22  |
| 1973/74          | 9 / 9                      | 32 | 7  | 5  | 20 | 100-155 | 19  |
| 1974/75          | 9 / 10                     | 36 | 10 | 4  | 22 | 116-152 | 24  |
| 1975/76          | 9 / 10                     | 36 | 8  | 5  | 23 | 119-183 | 21  |
| 1976/77          | 9 / 10                     | 36 | 10 | 0  | 26 | 128-183 | 20  |
| 1977/78          | 10 / 10                    | 36 | 5  | 5  | 26 | 131-220 | 15  |
| 1978/79          | 11 / 12                    | 44 | 11 | 7  | 26 | 150-232 | 29  |
| 1979/80          | 11 / 12                    | 44 | 10 | 6  | 28 | 128-233 | 26  |
| 1980/81          | 10 / 12                    | 56 | 25 | 5  | 26 | 201-229 | 55  |
| 1981/82          | 7 / 12                     | 56 | 16 | 10 | 30 | 155-214 | 42  |
| 1982/83          | 10 / 12                    | 60 | 23 | 7  | 30 | 217-207 | 53  |
| 1983/84          | 10 / 12                    | 44 | 14 | 4  | 26 | 133-158 | 32  |
| 1984/85          | 8 / 12                     | 52 | 17 | 4  | 31 | 146-208 | 38  |
| 1985/86          | 6 / 12                     | 40 | 14 | 10 | 16 | 146-162 | 38  |
| 1986/87          | / 12                       | 40 | 21 | 7  | 12 | 154-134 | 49  |
| 1987/88          | 9 / 14                     | 44 | 13 | 4  | 27 | 129-179 | 30  |
| 1988/89          | 8 / 14                     | 36 | 10 | 7  | 19 | 94-132  | 27  |
| 1989/90          | 15 / 16                    | 30 | 6  | 3  | 21 | 78-123  | 15  |
| 1990/91          | 14 / 15                    | 28 | 3  | 6  | 19 | 72-125  | 12  |
| 1991/92 (I лига) | 4 / 10 (Зап.)              | 36 | 20 | 5  | 11 | 127-93  | 45  |

### МХЛ и Суперлига
| Сезон     | Место   | И  | В (О)  | Н  | П (О)  | Ш       | О   | Плей-офф                                                                |
| --------- | ------- | -- | ------ | -- | ------ | ------- | --- | ----------------------------------------------------------------------- |
| 1992/93   | 4 / 12  | 42 | 22     | 5  | 15     | 125-115 | 49  | 1/8 — Торпедо У-К (2-1), 1/4 — Лада (1-2)                               |
| 1993/94   | 13 / 24 | 46 | 20     | 8  | 18     | 125-96  | 48  | 1/8 — Металлург Маг. (2-0), 1/4 — Салават Юлаев (2-0), 1/2 — Лада (0-2) |
| 1994/95   | 7 / 14  | 52 | 26     | 5  | 21     | 127-122 | 57  | 1/8 — Авангард (1-2)                                                    |
| 1995/96   | 10 / 28 | 26 | 7      | 3  | 16     | 62-83   | 22  | 1/8 — Ак Барс (0-2)                                                     |
| 1996/97   | 18 / 26 | 38 | 8      | 7  | 23     | 85-116  | 23  |                                                                         |
| 1997/98   | 18 / 28 | 46 | 20     | 7  | 19     | 107-105 | 47  |                                                                         |
| 1998/99   | 20 / 22 | 42 | 10     | 12 | 20     | 100-111 | 32  |                                                                         |
| 1999/2000 | 12 / 20 | 38 | 14 (2) | 4  | 15 (3) | 72-76   | 53  | 1/8 — Металлург Нк (1-3)                                                |
| 2000/01   | 15 / 18 | 44 | 6 (1)  | 1  | 34 (2) | 69-170  | 23  |                                                                         |
| 2001/02   | 16 / 18 | 51 | 13 (2) | 2  | 33 (1) | 87-147  | 46  |                                                                         |
| 2002/03   | 13 / 18 | 51 | 17 (2) | 2  | 26 (4) | 97-117  | 61  |                                                                         |
| 2003/04   | 14 / 16 | 60 | 16 (4) | 10 | 27 (3) | 124-153 | 69  |                                                                         |
| 2004/05   | 12 / 16 | 60 | 22 (1) | 5  | 29 (3) | 133-169 | 76  |                                                                         |
| 2005/06   | 13 / 18 | 51 | 19 (2) | 3  | 26 (1) | 109-134 | 65  | 1/8 — Авангард (0-3)                                                    |
| 2006/07   | 14 / 19 | 54 | 18 (1) | 7  | 26 (2) | 137-158 | 65  | 1/8 — Салават Юлаев (0-3)                                               |
| 2007/08   | 6 / 20  | 57 | 29 (5) | —  | 20 (3) | 143-130 | 100 | 1/8 — Спартак (3-2), 1/4 — Локомотив (1-3)                              |

### КХЛ
И — количество проведённых игр, В — выигрыши в основное время, ВО — выигрыши в овертайме, ВБ — выигрыши в послематчевых буллитах, ПО — проигрыши в овертайме, ПБ — проигрыши в послематчевых буллитах, П — проигрыши в основное время, О — количество набранных очков, Ш — соотношение забитых и пропущенных голов, РС — место по результатам регулярного сезона. С сезона 2018/19 за победу стали начислять не 3 очка, как ранее, а 2. Поэтому итоговая сумма очков приведена из расчёта 2 очка за любую победу и по одному очку за поражение в овертайме и по буллитам. Золотой строкой выделены победные сезоны в кубке Гагарина.
| Сезон   | И    | В   | ВО | ВБ | ПБ | ПО | П   | О    | Ш         | РС | Результаты серий с соперниками в плей-офф                                     | Результат в плей-офф                                                          |
| ------- | ---- | --- | -- | -- | -- | -- | --- | ---- | --------- | -- | ----------------------------------------------------------------------------- | ----------------------------------------------------------------------------- |
| 2008/09 | 56   | 26  | 2  | 7  | 4  | 0  | 17  | 100  | 143-105   | 8  | 0-3 Спартак                                                                   | 1/8 финала                                                                    |
| 2009/10 | 56   | 36  | 1  | 3  | 3  | 3  | 10  | 122  | 192-118   | 2  | 1-3 Динамо Р                                                                  | 1/8 финала                                                                    |
| 2010/11 | 54   | 23  | 3  | 6  | 5  | 4  | 13  | 96   | 171-144   | 7  | 4-0 Спартак, 3-4 Атлант                                                       | 1/4 финала                                                                    |
| 2011/12 | 54   | 32  | 1  | 5  | 3  | 2  | 11  | 113  | 205-130   | 2  | 4-1 ЦСКА, 4-2 Атлант, 0-4 Динамо М                                            | Финал конференции                                                             |
| 2012/13 | 52   | 36  | 1  | 1  | 2  | 1  | 11  | 115  | 182-116   | 1  | 4-1 Атлант, 4-0 Северсталь, 2-4 Динамо М                                      | Финал конференции                                                             |
| 2013/14 | 54   | 30  | 1  | 4  | 4  | 1  | 14  | 105  | 175-115   | 3  | 4-0 ЦСКА, 2-4 Локомотив                                                       | 1/4 финала                                                                    |
| 2014/15 | 60   | 36  | 2  | 3  | 3  | 2  | 14  | 123  | 210-136   | 2  | 4-1 Торпедо, 4-1 Динамо М, 4-3 ЦСКА, 4-1 Ак Барс                              | Кубок Гагарина                                                                |
| 2015/16 | 60   | 27  | 5  | 1  | 2  | 5  | 20  | 100  | 176-149   | 10 | 4-1 Локомотив, 4-2 Динамо М, 0-4 ЦСКА                                         | Финал конференции                                                             |
| 2016/17 | 60   | 39  | 2  | 5  | 4  | 2  | 8   | 137  | 249-114   | 2  | 4-0 Витязь, 4-1 Динамо М, 4-0 Локомотив, 4-1 Металлург Мг                     | Кубок Гагарина                                                                |
| 2017/18 | 56   | 40  | 3  | 4  | 1  | 3  | 5   | 138  | 227-97    | 1  | 4-0 Северсталь, 4-1 Локомотив, 2-4 ЦСКА                                       | Финал конференции                                                             |
| 2018/19 | 62   | 45  | 3  | 1  | 2  | 3  | 8   | 103  | 209-80    | 2  | 4-2 Спартак, 4-1 Локомотив, 3-4 ЦСКА                                          | Финал конференции                                                             |
| 2019/20 | 62   | 30  | 9  | 5  | 2  | 3  | 13  | 93   | 179-118   | 3  | 4-0 Витязь                                                                    | плей-офф прекращён                                                            |
| 2020/21 | 60   | 33  | 2  | 2  | 4  | 4  | 15  | 82   | 178-126   | 6  | 4-1 Динамо Мн, 4-1 Динамо М, 2-4 ЦСКА                                         | Финал конференции                                                             |
| 2021/22 | 48   | 25  | 3  | 3  | 4  | 2  | 11  | 68   | 146-98    | 3  | 4-0 Динамо Мн, 4-1 Спартак, 3-4 ЦСКА                                          | Финал конференции                                                             |
| 2022/23 | 68   | 40  | 6  | 4  | 2  | 3  | 13  | 105  | 243-150   | 1  | 4-2 Динамо Мн, 4-0 Торпедо, 2-4 ЦСКА                                          | Финал конференции                                                             |
| 2023/24 | 68   | 40  | 2  | 4  | 1  | 2  | 19  | 95   | 220-139   | 2  | 4-1 Торпедо, 1-4 Автомобилист                                                 | 1/4 финала                                                                    |
| 2024/25 | 68   | 28  | 7  | 3  | 2  | 4  | 24  | 82   | 236-205   | 13 | 2-4 Динамо М                                                                  | 1/8 финала                                                                    |
| Всего   | 1038 | 526 | 53 | 61 | 48 | 44 | 226 | 1750 | 3241-2113 | —  | В плей-офф кубка Гагарина участвовали 16 раз. Счёт (победы/поражения): 133-75 | В плей-офф кубка Гагарина участвовали 16 раз. Счёт (победы/поражения): 133-75 |

## Достижения клуба

### Континентальная хоккейная лига
Кубок Гагарина
- Обладатель (2): 2014/2015, 2016/2017

Кубок Западной конференции
- Обладатель (2): 2014/2015, 2016/2017
- Финалист (8): 2011/2012, 2012/2013, 2015/2016, 2017/2018, 2018/2019, 2020/2021, 2021/2022, 2022/2023

Кубок Континента
- Обладатель (3): 2012/2013, 2017/2018, 2022/2023[5]

Кубок Открытия
- Обладатель (2): 2017, 2018
- Финалист: 2015

Первенство КХЛ
- Победитель (2): 2014/2015, 2016/2017
- Бронзовый призёр (7): 2012/2013, 2015/2016, 2017/2018, 2018/2019, 2020/2021[6], 2021/2022[7], 2022/2023

### Чемпионат СССРичемпионат России
- Чемпион: 2016/2017
- Серебряный призёр (2): 2014/2015[8], 2019/2020[9]
- Бронзовый призёр (6): 1970/71, 1986/87 / 2012/2013, 2017/2018, 2018/2019, 2022/2023

### Кубок СССР
- Финалист (2): 1968, 1971

### Международные турниры
Кубок Шпенглера (Швейцария)
- Обладатель (4): 1970, 1971, 1977[укр.], 2010

Кубок Бухареста (Румыния)
- Обладатель: 1968[10]

Международный турнир на призы газеты «Советский спорт» (зональный турнир) (Ленинград, СССР)
- Победитель (2): 1974[11], 1983[12]

Международный осенний турнир (Ленинград, Уфа, СССР)
- Победитель (2): 1977[13], 1978[14]

Турнир «Motorol-83» (Норвегия)
- Победитель: 1983[15]

Международный турнир в Ленинграде (СССР)
- Победитель: 1990[16]

Турнир «OWI GOLD CUP-1993» (ФРГ)
- Обладатель: 1993[17]

Турнир «Hammers Cup» (Швеция)
- Обладатель: 1997[18]

Турнир «Satakunta» (Финляндия)
- Победитель: 2001[19]

«Турнир имени Н. Г. Пучкова» (Санкт-Петербург, Россия)
- Победитель (9): 2008, 2015, 2017, 2018, 2019, 2021, 2022, 2023, 2024[20]

Турнир Basel Summer Ice Hockey (Швейцария)
- Победитель: 2009

Открытый Кубок Донбасса (Украина)
- Обладатель : 2011.

Кубок Президента Казахстана (Казахстан)
- Обладатель: 2012

Кубок Латвийской железной дороги (Латвия)
- Обладатель: 2013

Турнир «Tournament Hameenlinna» (Финляндия)
- Победитель: 2013.

Кубок Республики Башкортостан (Уфа, Россия)
- Обладатель: 2014

Турнир «Sochi Hockey Open» (Сочи)
- Победитель: 2018.

### Национальные турниры
Турнир «Каменный цветок» (Свердловск)
- Победитель (2): 1974[21], 1986[22]

Турнир «Sochi Winter Cup» (Сочи)
- Победитель: 2022[23]

### Турниры Вооружённых сил
Спартакиада дружественных армий (СКДА)
- Победитель (3): 1975[24], 1985[25], 1987[26]

Первенство Вооружённых сил СССР 
- Чемпион (8) : 1967, 1969, 1971, 1975, 1976, 1979, 1980, 1986[20]

Кубок Вооружённых сил СССР
- Обладатель (2): 1977, 1978[20]

Турнир команд Вооружённых сил СССР (Москва)
- Победитель: 1976[27]

## Цвета клуба
| Красный | Синий |

## Логотип
- 2007—2010
- 2010—2015
- 2015—2022
- 2022—2023
- 2023—2025
- 2025—н. в.

## Текущий состав
Согласно официальному сайту клуба
| №          | Игрок             | Страна   | Хват    | Дата рождения              | Рост    | Вес     |         |
| Вратари    | Вратари           | Вратари  | Вратари | Вратари                    | Вратари | Вратари | Вратари |
| ---------- | ----------------- | -------- | ------- | -------------------------- | ------- | ------- | ------- |
| 30         | Егор Заврагин     | Россия   | Левый   | 23 августа 2005 (19 лет)   | 189 см  | 83 кг   |         |
| 73         | Артемий Плешков   | Россия   | Левый   | 31 октября 2002 (22 года)  | 179 см  | 79 кг   |         |
| Защитники  |                   |          |         |                            |         |         |         |
| 3          | Андрей Педан      | Россия   | Левый   | 3 июля 1993 (32 года)      | 196 см  | 110 кг  |         |
| 9          | Сергей Сапего     | Беларусь | Левый   | 8 октября 1999 (25 лет)    | 183 см  | 90 кг   |         |
| 22         | Никита Зайцев     | Россия   | Правый  | 29 октября 1991 (33 года)  | 185 см  | 90 кг   |         |
| 33         | Никита Смирнов    | Россия   | Левый   | 10 сентября 2002 (22 года) | 184 см  | 80 кг   |         |
| 79         | Данила Галенюк    | Россия   | Левый   | 11 февраля 2000 (25 лет)   | 187 см  | 95 кг   |         |
| 84         | Иван Выдренков    | Россия   | Левый   | 31 июля 2004 (20 лет)      | 193 см  | 86 кг   |         |
| 89         | Илья Карпухин     | Россия   | Левый   | 13 июля 1998 (27 лет)      | 185 см  | 84 кг   |         |
| Нападающие |                   |          |         |                            |         |         |         |
| 15         | Семён Демидов     | Россия   | Левый   | 3 сентября 2002 (22 года)  | 179 см  | 82 кг   |         |
| 16         | Сергей Плотников  | Россия   | Левый   | 3 июня 1990 (35 лет)       | 187 см  | 93 кг   |         |
| 20         | Иван Зинченко     | Россия   | Левый   | 20 января 2002 (23 года)   | 186 см  | 98 кг   |         |
| 42         | Михаил Воробьёв   | Россия   | Левый   | 5 января 1997 (28 лет)     | 190 см  | 96 кг   |         |
| 61         | Марат Хайруллин   | Россия   | Левый   | 15 июля 1996 (29 лет)      | 183 см  | 86 кг   |         |
| 71         | Матвей Короткий   | Россия   | Правый  | 23 декабря 2005 (19 лет)   | 185 см  | 73 кг   |         |
| 72         | Владимир Алистров | Беларусь | Левый   | 12 февраля 2001 (24 года)  | 190 см  | 88 кг   |         |
| 90         | Валентин Зыков    | Россия   | Правый  | 15 мая 1995 (30 лет)       | 184 см  | 105 кг  |         |
| 97         | Амир Нугманов     | Россия   | Правый  | 28 августа 2005 (19 лет)   | 180 см  | 80 кг   |         |

## Руководство и тренерский штаб
| Должность                           | Имя              | Страна      | Дата рождения             |
| ----------------------------------- | ---------------- | ----------- | ------------------------- |
| Председатель совета директоров      | Виталий Маркелов | Флаг России | 5 августа 1963 (61 год)   |
| Главный тренер                      | Игорь Ларионов   | Россия      | 3 декабря 1960 (64 года)  |
| Советник главного тренера           | Владимир Юрзинов | Россия      | 20 февраля 1940 (85 лет)  |
| Консультант-селекционер             | Валерий Брагин   | Россия      | 31 мая 1956 (69 лет)      |
| Тренер по большинству               |                  |             |                           |
| Тренер                              | Алексей Бабинцев | Россия      | 21 мая 1989 (36 лет)      |
| Тренер вратарей                     | Юрий Ключников   | Россия      | 17 сентября 1983 (41 год) |
| Тренер по развитию игроков          | Дэниэл Бохнер    | Флаг Канады | 5 сентября 1984 (40 лет)  |
| Тренер по ОФП, ИФП и восстановлению | Артём Нехороших  | Россия      | 23 февраля 1991 (34 года) |
| Тренер по ОФП, ИФП и восстановлению | Александр Трошин | Россия      | 2 января 1953 (72 года)   |

## Воспитанники
Источник
Олимпийские чемпионы
- Алексей Касатонов (2) — 1984, 1988
- Николай Дроздецкий — 1984
- Алексей Гусаров — 1988
- Евгений Белошейкин — 1988
- Александр Барабанов — 2018

Чемпионы мира
- Алексей Касатонов (5) — 1981, 1982, 1983, 1986, 1989
- Алексей Гусаров (3) — 1986, 1989, 1990
- Николай Дроздецкий (2) — 1981, 1982
- Евгений Белошейкин — 1986
- Святослав Хализов — 1989
- Сергей Пушков — 1993
- Сергей Шенделев — 1993
- Максим Сушинский — 2008

Воспитанник СКА вратарь Максим Соколов, стал серебряными призёром чемпионата мира 2002 года в Швеции, Максим Соколов признан лучшим вратарём того турнира.
Успехов на международной арене добивались и молодые игроки СКА. Четырнадцать воспитанников молодёжной команды СКА становились чемпионами мира среди молодёжных команд. Десять воспитанников СКА стали чемпионами Европы среди юниоров.

### Обладатели Кубка Гагарина
| Вратари - 19 Микко Коскинен 2015, 2017 - 30 Игорь Шестёркин 2015, 2017 - 33 Илья Ежов 2015 - 35 Евгений Иванников 2017 | Защитники - 2 Юрий Александров 2015 - 3 Динар Хафизуллин 2015, 2017 - 5 Роман Рукавишников 2015, 2017 - 7 Дмитрий Калинин 2015 - 44 Николай Белов 2015 - 45 Андрей Кутейкин 2015 - 58 Дмитрий Юдин 2015, 2017 - 73 Максим Чудинов 2015, 2017 - 76 Андрей Ермаков 2015 - 77 Антон Белов 2015, 2017 - 2 Артём Зуб 2017 - 6 Патрик Херсли 2017 - 27 Вячеслав Войнов 2017 - 28 Андрей Зубарев 2017 - 57 Егор Рыков 2017 - 44 Егор Яковлев 2017 | Нападающие - 9 Тони Мортенссон 2015 - 10 Виктор Тихонов 2015, 2017 - 17 Илья Ковальчук 2015, 2017 - 21 Джимми Эрикссон 2015 - 23 Алексей Поникаровский 2015 - 29 Илья Каблуков 2015, 2017 - 40 Евгений Кетов 2015, 2017 - 41 Патрик Торесен 2015 - 63 Евгений Дадонов 2015, 2017 - 70 Роман Червенка 2015 - 71 Антон Бурдасов 2015 - 72 Артемий Панарин 2015 - 75 Пётр Хохряков 2015 - 87 Вадим Шипачёв 2015, 2017 - 89 Александр Кадейкин 2015 - 94 Александр Барабанов 2015, 2017 - 4 Ярно Коскиранта 2017 - 12 Стив Мозес 2017 - 13 Павел Дацюк 2017 - 16 Сергей Плотников 2017 - 52 Сергей Широков 2017 - 74 Николай Прохоркин 2017 - 92 Александр Дергачёв 2017 - 93 Александр Хохлачёв 2017 - 97 Никита Гусев 2017 | Тренеры - Вячеслав Быков 2015 - Игорь Захаркин 2015 - Олег Знарок 2017 - Харийс Витолиньш 2017 |  |

### Неиспользуемые номера
- 26 — Игорь Мисько, крайний нападающий (2005—2010). Выведен из обращения 26 июля 2010 года.
- 40 — Евгений Кетов, крайний нападающий (2013—2023). Выведен из обращения 11 декабря 2023 года.

## Командные достижения клуба СКА в КХЛ
- Наибольшее количество побед в регулярном чемпионате : 50 (в сезоне 2022/2023). Тренер — Роман Ротенберг[29]
- Рекорд КХЛ по количеству забитых шайб в одном розыгрыше регулярного чемпионата — 249 голов в 60 играх (сезон 2016/17). Тренер: Олег Знарок[30]
- Самая продолжительная победная серия в истории КХЛ в регулярном чемпионате в основное время с начала сезона: 12 побед в сезоне 2014/15 (c 04.09 по 02.10.2014). Набранные очки: 36. Тренер: Вячеслав Быков
- Самая продолжительная победная серия в истории КХЛ в регулярном чемпионате: 20 побед в сезоне 2017/18, 17 побед в основное время, 1 победа в овертайме, 2 победы по буллитам (c 21.08.2017 по 09.10.2017). Набранные очки: 57. Тренер: Олег Знарок[31]
- Лучшая разница голов достигнутая в регулярном чемпионате: +135 (сезон 2016/17). Тренер: Олег Знарок[30]
- Рекорд плей-офф КХЛ по числу голов в большинстве: 23, (установлен во втором матче финала плей-офф сезона 2016/17 с магнитогорским «Металлургом»). Тренер: Олег Знарок
- Реализация большинства в 15 матчах подряд (со старта регулярного чемпионата) установлен в матче «Барыс» — СКА 25.09.2017 (сезон 2017/18). Тренер: Олег Знарок
- набрали очки в 31 игре подряд (сезон 2017/18) установлен в игре с «Динамо» Рига 31 октября 2017.
- СКА — один из четырёх клубов (наряду с уфимским «Салаватом Юлаевым», магнитогорским «Металлургом» и казанским «Ак Барсом»), который выходил в плей-офф в каждом сезоне КХЛ и при этом хотя бы один раз выигрывал Кубок Гагарина.

## Достижения игроков СКА в КХЛ в играх за клуб
В играх за СКА на 25 апреля 2024 года
- По общему количеству сезонов за СКА в КХЛ Евгений Кетов — 10 сезонов[32]
- По общему количеству игр в КХЛ за СКА Евгений Кетов — 541 игра[32]
- По общему количеству игр в регулярных чемпионатах КХЛ за СКА Евгений Кетов — 440 игр[32]
- По общему количеству игр в плей-офф кубка Гагарина Динар Хафизуллин — 103 игры[32]
- Сухие игры вратарей в КХЛ за СКА Игорь Шестёркин 26 в 124 играх[33]
- Сухие игры вратарей в играх плей-офф за СКА Микко Коскинен 13 в 67 играх[34]
- По общему количеству набранных очков в КХЛ за СКА Никита Гусев — 430 очков (149+281) в 369 играх[32]
- По общему количеству набранных очков в регулярных чемпионатах КХЛ за СКА Никита Гусев — 334 очка (109+225) в 274 играх[32]
- По количеству очков в регулярном чемпионате за сезон среди защитников Александр Никишин — 56 очков (17+39) в 67 играх сезон (2023/2024)[35]
- По общему количеству набранных очков в плей-офф кубка Гагарина за СКА Никита Гусев — 96 (40+56) в 95 играх[32]
- Максимальное количество набранных очков в одном матче Илья Ковальчук — 6 (3+3) 25 августа 2016 года в игре СКА — «Салават Юлаев» (7:1)[36], Никита Гусев — 6(1+5) (2 марта 2022 года в игре СКА — «Динамо» Минск (8:3)[37]
- По общему количеству голов в КХЛ за СКА Илья Ковальчук — 161 в 367 играх[32]
- По общему количеству голов в регулярных чемпионатах КХЛ за СКА Илья Ковальчук 138 в 298 играх[32]
- По количеству голов в одном регулярном чемпионате КХЛ за СКА Дмитрий Яшкин — 40 в 67 играх (сезон 2022/2023)[32]
- По общему количеству голов в плей-офф кубка Гагарина за СКА Никита Гусев — 40 в 95 играх[32]
- Рекорд клуба по количеству хет-триков в КХЛ за СКА Илья Ковальчук — 7[38]
- По общему количеству результативных передач в КХЛ за СКА Никита Гусев — 281 передача в 369 играх[32]
- По общему количеству передач в регулярных чемпионатах КХЛ за СКА Никита Гусев — 225 в 274 играх[32]
- По общему количеству передач в плей-офф кубка Гагарина за СКА Никита Гусев — 56 в 96 играх[32]
- Рекорд клуба по количеству игр в одном сезоне за СКА (регулярный чемпионат и плей-офф) Дмитрий Яшкин, Александр Никишин, Марат Хайруллин — 81 игра, сезон (2022/2023)[39]
- Рекорд клуба по количеству очков в одном сезоне Никита Гусев 101 очко (26+75) в 80 играх, сезон (2018/2019)[32]
- Рекорд клуба по количеству передач в регулярном чемпионате за один сезон — 65 передача за 62 игры Никита Гусев, сезон (2018/2019)[40]

## Лучшие снайперы СКА
Источник
| Имя                | Шайбы | Годы выступлений     |
| ------------------ | ----- | -------------------- |
| Валентин Панюхин   | 209   | 1964—1976            |
| Пётр Андреев       | 206   | 1967—1979            |
| Беляй Бекяшев      | 192   | 1951—1959            |
| Андрей Андреев     | 174   | 1976—1992            |
| Вячеслав Лавров    | 172   | 1980—1990, 1993—1994 |
| Вячеслав Солодухин | 169   | 1967—1979            |
| Илья Ковальчук     | 161   | 2012—2018            |
| Сергей Солодухин   | 159   | 1966—1977            |
| Максим Сушинский   | 157   | 1990—1996, 2006—2011 |
| Никита Гусев       | 149   | 2015—2019, 2021—2023 |

## Список всех главных тренеров
| - Геннадий Дмитриев (1946—1947) - Леонид Хадживатов (1948—1949) - Киселёв? (1949—1950) - Александр Семёнов (1950—1951) - Беляй Бекяшев (1951—1952) - Георгий Ласин (1952—1953) - Анатолий Викторов (1953—1957) - Евгений Воронин (1957—1958) - Александр Комаров (1958—1962) - Евгений Бабич (1962—1963) - Николай Пучков (1963—1973) - Вениамин Александров (1973—1974) - Николай Пучков (1974—1977) - Олег Сивков (1977—1978) - Николай Пучков (1978) - Валерий Шилов (1978—1979) - Игорь Ромишевский (1979—1981) - Борис Михайлов (1981—1984) - Валерий Шилов (1984—1989) - Геннадий Цыганков (1989—1991) - Игорь Щурков (7 января 1991 — 26 мая 1992) - Борис Михайлов (26 мая 1992 — 17 апреля 1998) - Николай Маслов (19 апреля 1998 — 7 апреля 1999) | - Александр Жуков (и. о., 7 апреля — 15 июня 1999) - Рафаил Ишматов (15 июня 1999 — 9 апреля 2002) - Николай Пучков (18 апреля — 3 октября 2002) - Борис Михайлов (3 октября 2002 — 30 марта 2005) - Николай Соловьёв (14 апреля 2005 — 25 января 2006) - Сергей Черкас (и. о., 25 января — 30 апреля 2006) - Борис Михайлов (30 апреля 2006 — 2 ноября 2006) - Юрий Леонов (3 ноября 2006 — 10 апреля 2007) - Барри Смит (10 апреля 2007 — 17 апреля 2010) - / Айван Занатта (17 апреля — 18 октября 2010) - Вацлав Сикора (18 октября — 8 ноября 2010 — и. о.; 8 ноября 2010 — 21 марта 2011) - Милош Ржига (28 апреля 2011 — 25 ноября 2012) - Михаил Кравец (и. о., 25 ноября — 1 декабря 2012) - Юкка Ялонен (1 декабря 2012 — 4 апреля 2014) - Вячеслав Быков (4 апреля 2014 — 17 июня 2015) - Андрей Назаров (20 июня — 16 октября 2015) - Сергей Зубов (17 октября 2015 — 1 июня 2016) - Олег Знарок (1 июня 2016 — 30 апреля 2018) - Илья Воробьёв (1 мая 2018 — 9 июля 2019) - Алексей Кудашов (9 июля 2019 — 4 июня 2020) - Валерий Брагин (5 июня 2020 — 3 января 2022) - Роман Ротенберг (23 сентября — 20 октября 2020 — и. о.; 4 января 2022 — 2 июня 2025) - Игорь Ларионов (2 июня 2025 — н. в.) |

## Арены
- Ледовый дворец
- СК «Юбилейный»
- База ХК СКА на Российском проспекте, 6 («Хоккейный город»
- СКА Арена

С конца 1940-х годов в течение следующего десятилетия основной ареной клуба был стадион «Динамо» на Крестовском острове. Также матчи проходили на футбольном стадионе имени Кирова — площадка размещалась у трибун. С 1960 года в течение семи лет СКА играл на открывшемся после реконструкции стадионе имени Ленина. 17 января 1965 года на нём был сыгран матч против ЦСКА (0:5), на котором впервые в городе собралось более 10 тысяч зрителей — 12 500. 12 февраля 1967 года в игре против «Спартака» Москва (5:4) был установлен рекорд — 13 тысяч зрителей. С осени 1967 года СКА стал играть во Дворце спорта «Юбилейный» вместимостью менее семи тысяч человек. С сезона 1980/81 домашней ареной стал Спортивно-концертный комплекс на проспекте Гагарина. Рекорд посещаемости был установлен 29 ноября 1988 в матче с ЦСКА (2:1) — 12 тысяч зрителей. После закрытия СКК в 1992 году СКА на протяжении почти десяти лет играл в «Юбилейном» или во Дворце спорта СКА (вместимостью менее двух тысяч зрителей). 24 сентября 2001 года клуб впервые выступил в Ледовом дворце (12 300 зрителей). Первоначально посещаемость была низкой. 15 февраля 2003 года на матче со «Спартаком» (6:1) было зафиксировано 12 500 зрителей. Рекорд посещаемости был установлен в матче открытия сезона 6 сентября 2012 года против «Авангарда» (1:2) — 13 000 зрителей. В том сезоне было зафиксировано 18 матчей, когда посещаемость была не менее 12 300 зрителей. Самым посещаемым стал сезон 2014/15 — 499 465 зрителей на 41 игре, средняя посещаемость — 12 180 человек.
Дважды СКА играл на «Газпром Арене», установив европейские рекорды посещаемости: 22 декабря 2018 года 67 770 зрителей на матче с ЦСКА (1:4) и 19 декабря 2019 года 61 810 зрителей на матче с ЦСКА (0:1).
12 октября 2009 года в связи с загруженностью Ледового дворца матч СКА — «Ак Барс» проходил на «Сименс-Арене» в Вильнюсе, Литва.
23 декабря 2010 года в связи участием команд СКА и «Спартак» в Кубке Шпенглера матч между этими командами в рамках КХЛ проходил на «Вайллант Арене» в Давосе, Швейцария.
26 июня 2019 года было объявлено, что домашние игры СКА будет проводить на площадках так называемого «канадского» формата — размера 60 на 26 метров с увеличенными зонами атаки.
В 2023 году был открыт новый комплекс «СКА Арена», вместимостью 21 500 зрителей.

## Фарм-клубы
- «СКА-ВМФ», ВХЛ
  - ХК ВМФ (СПб, с октября 2012 — Кондопога) — 2008/09 — 2012/13
  - «ВМФ-Карелия» (Кондопога) — 2013/14
  - «СКА-Карелия» (Кондопога) — 2014/15
  - «СКА-Нева» (с июля 2025 — «СКА-ВМФ» — с 2015/16

- «СКА-1946», МХЛ
  - ВИФК (Ленинград) — 1978/79 — 1981/82
  - «Звезда» (Оленегорск) — 1981/82 — 1985/86
  - «Звезда» (Ленинград) — 1986/87 — 1988/89
  - СКА-2 (Ленинград/СПб) — 1989/90 — 2008/09
  - «СКА-1946» — c 2009/10

- «Академия СКА-Юниор» (Красногорск), МХЛ
  - «СКА-Варяги» (посёлок имени Морозова) — 2014/15 — 2015/16 (МХЛ-Б), 2017/18 (НМХЛ), 2018/19 — 2023/24 (МХЛ)
  - «Академия СКА-Юниор» — с 2024/25 (МХЛ)

- «СКА-Карелия» (Кондопога), МХЛ
  - «СКА-Карелия» — 2015/16 (МХЛ-Б) — 2016/17 (НМХЛ)
  - СКА-ГУОР — 2020/21 — 2021/22 (НМХЛ)
  - «СКА-Карелия» — 2022/23 — 2023/24 (МХЛ)
  - Команды ГУОР (2019/20, НМХЛ) и «Хорс-Карелия» (с 2024/25, МХЛ) не входят в систему СКА.